# 霍夫施特滕-格吕瑙
霍夫施特滕-格吕瑙是奥地利下奥地利州圣帕尔滕兰县的一个市镇。总面积35.93平方公里，总人口2622人，人口密度73.0人/平方公里（2005年）。